# St. Valentin (Pforzen)

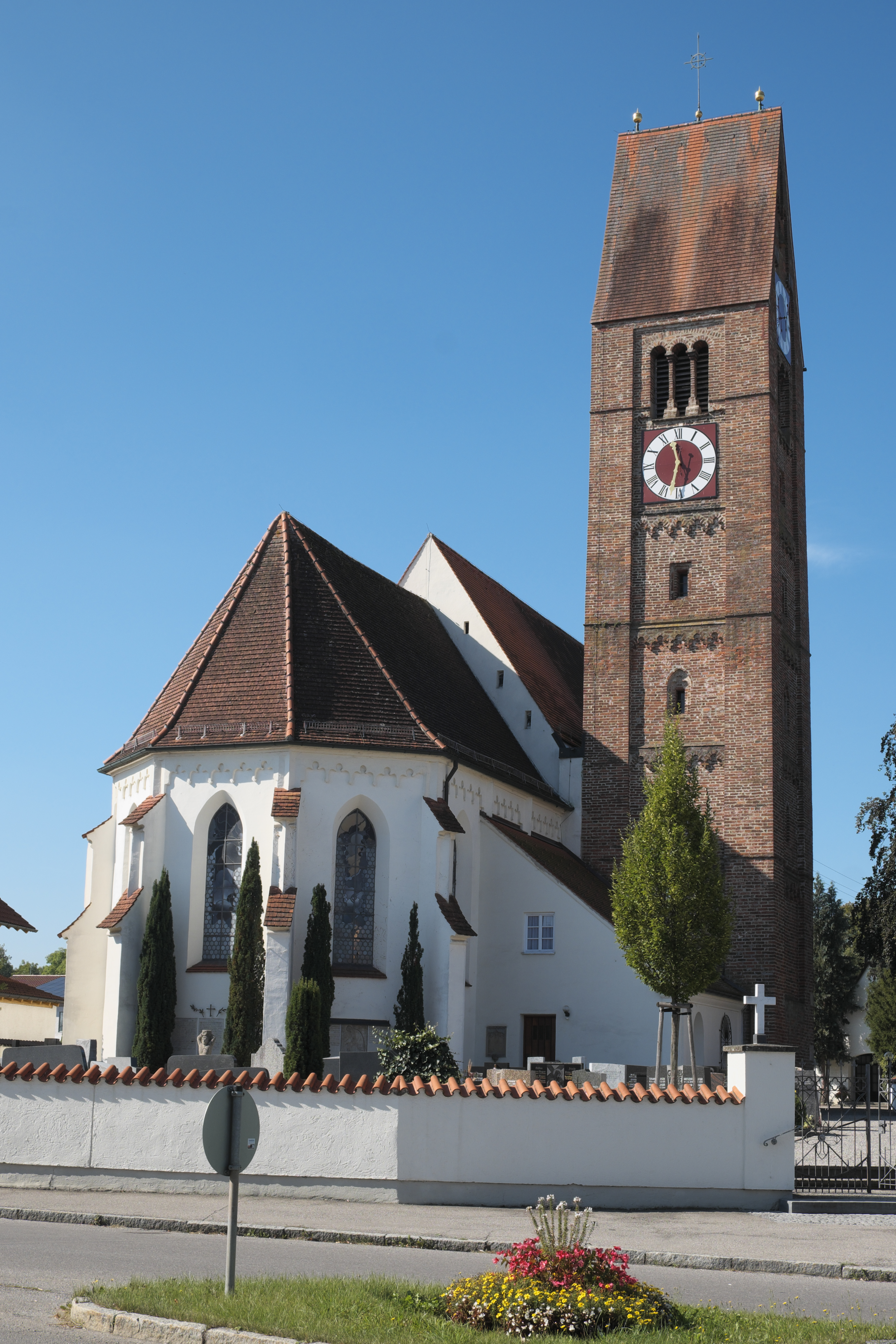
St. Valentin inPforzen

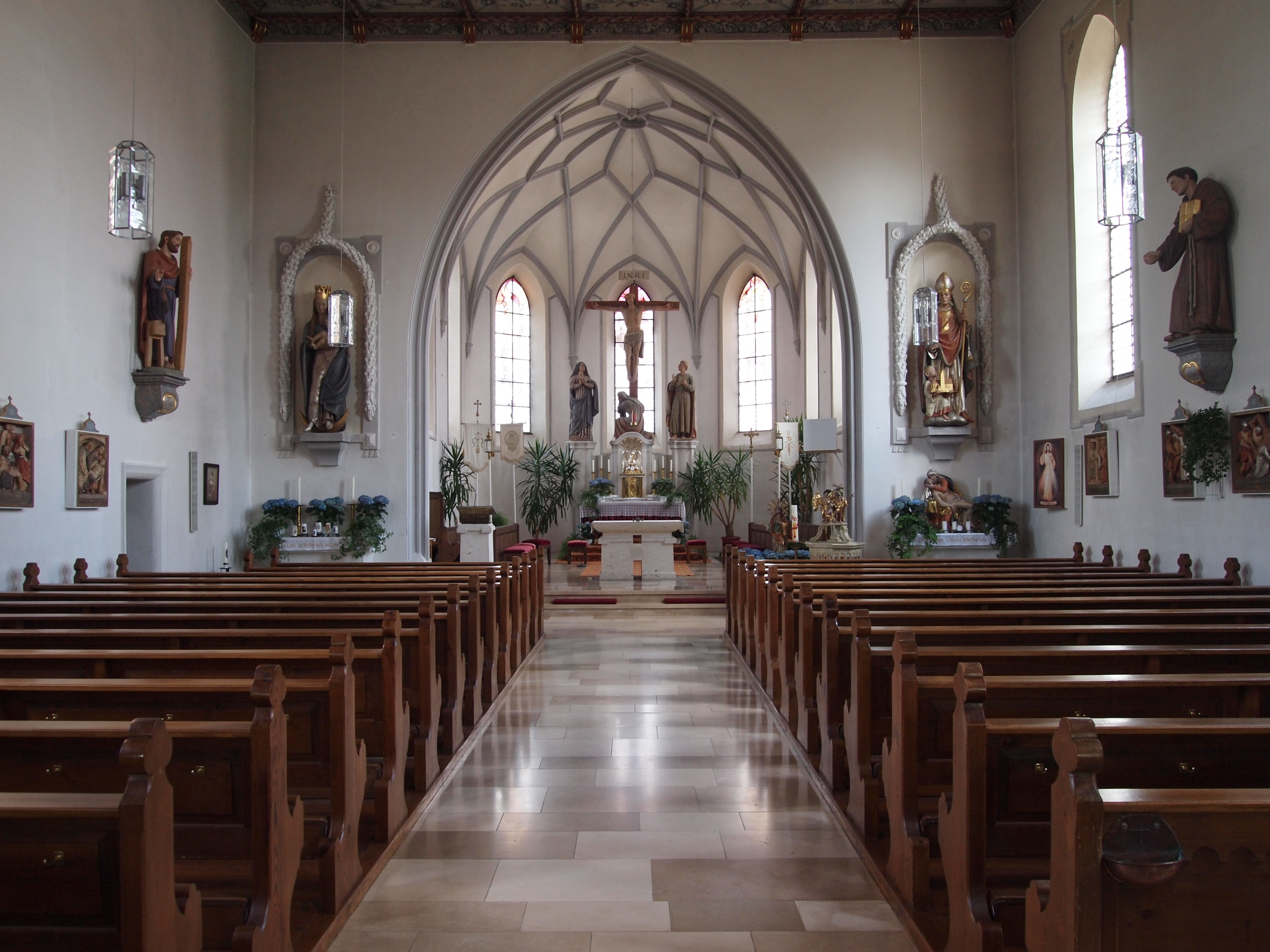
Blick zum Chor

St. Valentin ist die römisch-katholische Pfarrkirche in Pforzen, einer Gemeinde im schwäbischen Landkreis Ostallgäu in Bayern. Das denkmalgeschützte Bauwerk ist in der Liste der Baudenkmäler in Pforzen unter der Nr. D-7-77-158-3 eingetragen. Die Pfarrei gehört zum Dekanat Kaufbeuren des Bistums Augsburg.

## Beschreibung
Die Saalkirche besteht aus einem Langhaus, einem eingezogenen, von Strebepfeilern gestützten Chor mit Fünfachtelschluss im Osten und einem Kirchturm aus unverputztem Backstein im Nordosten des Langhauses, die beide um 1484 errichtet wurden. Die Sakristei wurde um 1680 in die Ecke von Kirchturm und Chor eingefügt. Die oberen Geschosse des Kirchturms beherbergen den Glockenstuhl mit fünf Glocken und die Turmuhr. Der Innenraum des Langhauses ist mit einer Kassettendecke überspannt, der des Chors mit einem Netzgewölbe. Am südlichen Seitenaltar befindet sich eine Pietà von 1627.